# São José
São José város Brazíliában, Santa Catarina államban. Lakosainak száma 270 299 fő (2022). São José Antônio Carlos, Santa Catarina, Florianópolis, Palhoça, Biguaçu, Santo Amaro da Imperatriz és São Pedro de Alcântara községekkel határos.

## Népesség
A település népességének változása:
| Lakosok száma | 173 559 | 209 804 | 250 181 | 253 705 | 270 299 |
|               | 2000    | 2010    | 2020    | 2021    | 2022    |